# Formación Bissekty
La Formación Bissekty (a veces llamada Bissekt) está ubicada en el desierto de Kyzyl Kum de Uzbekistán, y tiene sus orígenes en el periodo Cretácico. Fue depositada entre el inicio de la fase Turoniense hasta la fase Coniaciense, y se ha calculado su antigüedad en aproximadamente 90-85 ma.
La Formación Bissekty está caracterizada por la mezcla de fósiles de animales terrestres, marinos, de agua salobre y agua dulce. Esto la hace diferente a la formación de fósiles estrictamente marinos encontrada en la subyacente Formación Dzheirantui, e indica que Bissekty se formó durante una regresión de un mar de agua salada. La línea de la costa se expandió al interior una vez más en la parte superior de Bissekty, lo que produjo un incremento proporcional de especies completamente acuáticas, las cuales casi no existían en el periodo medio de la formación. Las especies semiacuáticas continuaron siendo abundantes durante este periodo intermedio, y la geología de las formaciones indica que un sistema de ríos anastomosados tomaron el lugar de la costa. Eventualmente el área volvió a ser cubierta por completo bajo agua durante el periodo de tiempo representado por la posterior Formación Aitym, la cual preserva sedimentos marinos costeros.

## Paleofauna invertebrada
Un número indeterminado de especies de coral marino.

### Artrópodos
| Artrópodos de la Formación Bisketty | Artrópodos de la Formación Bisketty | Artrópodos de la Formación Bisketty | Artrópodos de la Formación Bisketty | Artrópodos de la Formación Bisketty | Artrópodos de la Formación Bisketty | Artrópodos de la Formación Bisketty |
| Género                              | Especie                             | Ubicación                           | Posición estatigráfica              | Abundancia                          | Notas                               |                                     |
| ----------------------------------- | ----------------------------------- | ----------------------------------- | ----------------------------------- | ----------------------------------- | ----------------------------------- | ----------------------------------- |
| Linuparus                           | Linuparus dzheirantuiensis          |                                     |                                     | Marino.                             | Un palinúrido.                      |                                     |

### Moluscos
Una especie indeterminada de ammonoideo pacenticerátido marino. Una especie indeterminada de broma teredinido. Una especie indeterminada de bivalvo trigónido. Una especie indeterminada de bivalvo veneroide marino.
| Moluscos de la Formación Bissekty | Moluscos de la Formación Bissekty | Moluscos de la Formación Bissekty | Moluscos de la Formación Bissekty | Moluscos de la Formación Bissekty | Moluscos de la Formación Bissekty          | Moluscos de la Formación Bissekty |
| Género                            | Especie                           | Ubicación                         | Posición estatigráfica            | Abundancia                        | Notas                                      |                                   |
| --------------------------------- | --------------------------------- | --------------------------------- | --------------------------------- | --------------------------------- | ------------------------------------------ | --------------------------------- |
| Crassatelites                     | Indeterminado                     |                                   |                                   |                                   | Un bivalvo crasatélido marino.             |                                   |
| Mytiloides                        | Mytiloides labiatus               |                                   |                                   |                                   | Un bivalvo inocerámido marino.             |                                   |
| Plagiostoma                       | Indeterminado                     |                                   |                                   |                                   | Un bivalvo liomideo marino.                |                                   |
| Quadratotrigonia                  | Indeterminado                     |                                   |                                   |                                   | Un bivalvo trigónido marino.               |                                   |
| Xylophaga                         | Indeterminado                     |                                   |                                   |                                   | Una especie indeterminada de broma marina. |                                   |

## Paleofauna vertebrada
La formación Bissekty es conocida por preservar los fósiles de animales terrestres turonienses más abundantes de Eurasia, y una de las faunas más diversas de euterios (animales placentarios y relacionados) del Cretácico Superior en el mundo.
Las listas y la información adicional están basadas en una exploración de la Formación Bissekty realizada por Cory Redman y Lindsey Leighton en 2009, a menos que se denote algo distinto.  Las especies acuáticas y semiacuáticas están limitadas a aguas dulces, a menos que se denote lo contrario.

### Anfibios
Una especie indeterminada de un anfibio albanerpetóntido similar a la salamandra. Una especie indeterminada de gobiátido.
| Anfibios de la Formación Bissekty | Anfibios de la Formación Bissekty | Anfibios de la Formación Bissekty | Anfibios de la Formación Bissekty | Anfibios de la Formación Bissekty | Anfibios de la Formación Bissekty                | Anfibios de la Formación Bissekty |
| Género                            | Especie                           | Ubicación                         | Posición Estratigráfica           | Abundancia                        | Notas                                            |                                   |
| --------------------------------- | --------------------------------- | --------------------------------- | --------------------------------- | --------------------------------- | ------------------------------------------------ | --------------------------------- |
| Aralobatrachus                    | Aralobatrachus robustus           |                                   |                                   |                                   | Un sapo.                                         |                                   |
| Eoscapherpeton                    | Eoscapherpeton asiaticum          |                                   |                                   |                                   | Una salamandra escaferpetóntida.                 |                                   |
| Gobiates                          | Gobiates sosedkoi                 |                                   |                                   |                                   | Un sapo gobiátido.                               |                                   |
| Gobiates                          | Gobiates spp.                     |                                   |                                   |                                   | Una especia adicional indeterminada de Gobiates. |                                   |
| Itemirella                        | Itemirella cretacea               |                                   |                                   |                                   | Un posible sapo discoglósido.                    |                                   |
| Kizylkuma                         | Kizylkuma antiqua                 |                                   |                                   |                                   | Un posible sapo discoglósido. Marino.            |                                   |
| Mynbulakia                        | Mynbulakia surgai                 |                                   |                                   |                                   | Una salamandra batracosauroídida.                |                                   |

### Peces cartilaginosos
| Peces cartilaginosos de la Formación Bissekty | Peces cartilaginosos de la Formación Bissekty | Peces cartilaginosos de la Formación Bissekty | Peces cartilaginosos de la Formación Bissekty | Peces cartilaginosos de la Formación Bissekty | Peces cartilaginosos de la Formación Bissekty   | Peces cartilaginosos de la Formación Bissekty |
| Género                                        | Especie                                       | Ubicación                                     | Posición Estratigráfica                       | Abundancia                                    | Notas                                           |                                               |
| --------------------------------------------- | --------------------------------------------- | --------------------------------------------- | --------------------------------------------- | --------------------------------------------- | ----------------------------------------------- | --------------------------------------------- |
| Cretodus                                      | Cretodus crassidens                           |                                               |                                               |                                               | Un cretoxirrínido. Marino.                      |                                               |
| Heterodontus                                  | Indeterminado                                 |                                               |                                               |                                               | Un tiburón cornudo. Marino.                     |                                               |
| Hispidaspis                                   | Indeterminado                                 |                                               |                                               |                                               | Un tiburón de arena. Tolerante de agua salobre. |                                               |
| Hybodus                                       | Indeterminado                                 |                                               |                                               |                                               | Un hibodóntido. Tolerante de agua salobre.      |                                               |
| Ischyrhiza                                    | Ischyrhiza serra                              |                                               |                                               |                                               | Un esclerorrínquido. Tolerante de agua salobre. |                                               |
| Myledaphus                                    | Myledaphus tritus                             |                                               |                                               |                                               | Un rinobatoideo. Tolerante de agua salobre.     |                                               |
| Polyacrodus                                   | Indeterminado                                 |                                               |                                               |                                               | Un poliacrodóntido. Tolerante de agua salobre.  |                                               |
| Scapanorhynchus                               | Scapanorhynchus rhaphiodon                    |                                               |                                               |                                               | Un tiburón duende. Tolerante de agua salobre.   |                                               |

### Crocodilomorfos
| Crocodilomorfos de la Formación Bissekty | Crocodilomorfos de la Formación Bissekty | Crocodilomorfos de la Formación Bissekty | Crocodilomorfos de la Formación Bissekty | Crocodilomorfos de la Formación Bissekty | Crocodilomorfos de la Formación Bissekty                     | Crocodilomorfos de la Formación Bissekty |
| Género                                   | Especie                                  | Ubicación                                | Posición Estratigráfica                  | Abundancia                               | Notas                                                        |                                          |
| ---------------------------------------- | ---------------------------------------- | ---------------------------------------- | ---------------------------------------- | ---------------------------------------- | ------------------------------------------------------------ | ---------------------------------------- |
| Kansajsuchus                             | Kansajsuchus borealis                    |                                          |                                          |                                          | Un posible mesoeucrocodilio goniofolídido.                   |                                          |
| Shamosuchus                              | Indeterminado                            |                                          |                                          |                                          | Un mesoeucrocodilio goniofolídido tolerante de agua salobre. |                                          |
| Tadzhikosuchus                           | Tadzhikosuchus macrodentis               |                                          |                                          |                                          | Un posible eusuquio aligatoroideo.                           |                                          |
| Zholsuchus                               | Zholsuchus procevus                      |                                          |                                          |                                          | Un posible mesoeucrocodilio.                                 |                                          |
| Zhyrasuchus                              | Zhyrasuchus angustifrons                 |                                          |                                          |                                          | Un posible eusuquio.                                         |                                          |